# Hymenophyllales
Hymenophyllales zijn een orde van planten die behoren tot de varens (Polypodiopsida).
De orde telt slechts één familie, de vliesvarens of Hymenophyllaceae. Voor de kenmerken van de orde, zie aldaar.

## Taxonomie
In de recente taxonomische beschrijving van Smith et al. (2006) worden de Hymenophyllales met een aantal andere ordes in de klasse Polypodiopsida geplaatst. De voormalige ordes Dicksoniales, Hymenophyllopsidales, Loxomatales, Metaxyales en
Plagiogyriales zijn hierin mee opgenomen.
De orde omvat slechts één familie met negen geslachten en ongeveer zeshonderd soorten.
- Orde: Hymenophyllales
  - Familie: Hymenophyllaceae (vliesvarenfamilie)
    - Geslachten: 
      - Abrodictyum
      - Callistopteris
      - Cephalomanes
      - Crepidomanes
      - Didymoglossum
      - Hymenophyllum (inclusief Cardiomanes, Hymenoglossum, Rosenstockia en Serpyllopsis)
      - Polyphlebium
      - Trichomanes sensu stricto
      - Vandenboschia